# Психогенная школьная дезадаптация
Психогенная школьная дезадаптация (ПШД) — это специфически школьное нарушение процесса адаптации психогенной природы,  снижающее субъективный и объективный статус ребёнка в школе, в семье и затрудняющее реализацию учебно-воспитательного процесса.   Школьная дезадаптация проявляется в трудностях при усвоении школьного материала  и при выполнении предъявляемых ребёнку требований; сопровождается низкой школьной успеваемостью, разными формами недисциплинированности,  нарушениями взаимоотношений со сверстниками и учителем. 

## Критерии школьной дезадаптации
При обращении к феномену школьной дезадаптации как к социально – психологическому и социально – педагогическому явлению неуспешности ребёнка в процессе обучения, выделяется ряд дополнительных критериев в определении понятия. При таком понимании феномена школьной дезадаптации акцент сделан на неуспешности обучения ребёнка, которая, в свою очередь, связана с неразрешимым для него конфликтом между требованиями внешней образовательной среды, ближайшего окружения ребёнка и его психофизическими особенностями, способностями.
Собственно критериями школьной дезадаптации являются :
1. Неуспешность в обучении (когнитивный компонент)
Признаки: хроническая неуспеваемость, недостаток общеобразовательных знаний и навыков.
2. Нарушения эмоционально-личностного отношения к обучению (эмоционально – личностный компонент)
Признаки: нарушения  в отношении к жизненной перспективе, связанной с учёбой, к фигуре учителя, к процессу обучения, которые проявляются в пассивно – безучастной, негативно – протестной,  демонстративно – протестной стратегиях поведения.
3. Повторяющиеся, стойкие нарушения поведения  (поведенческий компонент)
Признаки: реакции отказа, антидисциплина, пренебрежение школьными правилами, противопоставление себя другим ученикам, учителям.

## История возникновения понятия ПШД
Понятие "психогенная школьная дезадаптация" введено психиатром, клиническим психологом, психотерапевтом Каганом В.Е. с целью выделения психогенных форм школьной дезадаптации (ШД) из общего феномена ШД и «школьные неврозы» и его дифференциации от остальных форм ШД, которые могут быть связаны с психозами, психопатиями, специфическими задержками развития, умственной отсталостью, некоторыми дефектами анализаторов, непсихическими расстройствами на почве органического поражения головного мозга и др. 

## Гендернаяспецифика проявлений ПШД
По мнению Кагана Е.В., психогенная школьная дезадаптация наиболее распространена среди мальчиков и в меньшей степени среди девочек.  Такая разница объясняется биологическими, семейными факторами, полоролевыми особенностями развития и воспитания детей. Под биологическим фактором подразумевается более высокая подверженность нервной системы мальчиков возникновению пограничных психических расстройств, в сравнении с группой девочек. Относительно полоролевых особенностей воспитания отмечают большее давление на мальчиков в процессе воспитания с меньшим, чем у девочек, диапазоном приемлемости особенностей их поведения, как фактор, способствующий большей подверженности возникновению школьной дезадаптации. Количественное преимущество в школьном коллективе женщин также отмечается как условие, способствующее благоприятному  развитию девочек в большей степени, чем мальчиков. 

## Подходы к пониманию причин ПШД
1. Влияние процесса обучения
Психотравмирующим фактором признаётся сам процесс обучения, а вызванные им нарушения называются дидактогениями; возникают при недостаточном учёте индивидуальных особенностей ребёнка и его социальной среды. 
Наиболее дидактогенноуязвимыми являются дети с нарушениями анализаторов, физическими дефектами, неравномерностью и асинхронностью интеллектуального и психомоторного развития, с ограниченными интеллектуальными возможностями. Каган В.Е. дополняет, что дидактогенные факторы в большинстве случаев относятся к условиям, а не причинами школьной дезадаптации, причинами же  чаще всего при таких условиях являются особенности психологических установок и тип личностного реагирования ребёнка. 
2. Влияние наследственных факторов
Причиной возникновения школьной дезадаптации, согласно данному подходу, является врождённая и конституциональная уязвимость центральной нервной системы ребёнка. В данном подходе снимается ответственность со школы и семьи в качестве источников формирования ПШД.
3. Влияние отношения учителя к ученику
Психотравмирующим фактором признается отношение учителя к ученику и характер организованного им процесса взаимодействия с учащимися. Вызванные этим фактором последствия называются дидаскалогениями. В большей степени указанному соответствует авторитарный стиль педагогического руководства. Однако сензитивность детей к дидаскалогениям неодинакова, в силу разных компенсационных и защитных возможностей, а также  в результате разного рода внешкольных влияний на детей (прежде всего, семейной ситуации).
4. Влияние семьи
Психотравмирующим фактором признается отношение к ребёнку в семье и стиль родительского воспитания, родительская позиция. Влияние данной причины считают одной из важнейших, которая способствует формированию школьной дезадаптации.
5. Комплексное влияние причин
В рамках данного подхода предполагается учёт всех ранее обозначенных четырёх факторов, причин в их системном единстве в качестве источников проявления ПШД. Ценность комплексного подхода в понимании причин, источников, влияющих на возникновение ПШД подтверждает позиция Кагана Е.В. о том, что при рассмотрении их как элементов системы, без взаимоисключения, обеспечивается бо́льшая продуктивность психокоррекции нарушений. 
Дубровина И.В. выделяет специфически психологические факторы школьной дезадаптаци, которые могут, как вызывать, так и усложнять её протекание в младшем школьном возрасте. Такими факторами, по мнению автора, являются :
- Низкий уровень функциональной готовности к школе -   «школьная незрелость», которая проявляется в рассогласовании степени созревания определённых мозговых структур, нервно-психических функций  и задач школьного обучения (низкий уровень развития тонкой моторики, скоординированности «глаз—рука», функции следования образцу в деятельности, в том числе учебной, и поведении и др.);
- Недостаточное развитие произвольности, которое проявляется в форме трудностей при восприятии инструкции, при выполнении указаний взрослого, в действиях в соответствии с правилом и др.
- Недостаточная степень  сформированности собственно школьных видов мышления.
- Недостатки в развитии речевой сферы  (фонематический слух, плохое понимание многих употребляемых учителем слов).
- Низкий уровень развития познавательной потребности, познавательного интереса.
- Несформированность внутренней позиции школьника.

## Сферы проявления ПШД у детей
Педагогический диагноз психогенной школьной дезадаптации обычно связан с неуспеваемостью, вплоть до стойкой формы, и с нарушениями школьной дисциплины, включая отказы ребёнка ходить в школу. 
Г.В. Бурменская в качестве основных сфер проявления ПШД отмечает :
1. пространственно – временные отношения в жизни ребёнка, например организация режима дня;
2. личностно – смысловые характеристики общения и деятельности, которые могут проявляться в изменениях отношений со сверстниками, с сиблингами, с родителями, с педагогами;
3. особенности учебно – познавательной деятельности детей.

## Процесс развития ПШД
Для описания процесса развития психогенной школьной дезадаптации Каган Е.В.  приводит следующую схему. По его мнению,  в процессе ПШД преобладают  астенические нарушения, которые сначала проявляются в области обучения и весьма легко компенсируются во внеучебных занятиях. На этом этапе появляются реакции психологической защиты, в случае если они не разрешают возникших трудностей, ситуация усугубляется расширением поля реакции на внешкольное поведение. Далее утомляемость, головные боли, нарушения сна, аппетита (сомато – вегетативные проявления) могут становиться регулярными, а при слабости определённых мозговых структур ещё и переходить в форму системных неврозов с возможными нарушениями пищеварения, дыхания, а после сердечно-сосудистой системы и др.

## Профилактика и коррекция ПШД
Своевременная оценка психологической готовности детей к обучению в школе является одним из основных видов профилактики последующих возможных трудностей в процессе обучения и развития ребёнка.
Комплексное понимание причин, источников ПШД, способствует эффективному подходу к её профилактике и коррекции. Особенности и методы преодоления психогенной школьной дезадаптации базируются на представлениях, разрабатываемых в рамках психогигиены и психотерапии. В большей степени психокоррекционная и профилактическая работа должна способствовать познанию ребёнком собственных возможностей и оптимизации условий жизни ребёнка, процесса его обучения и воспитания. В условиях, как профилактики, так и коррекции должны учитываться три главных компонента работы и связи между ними: школа – ребёнок – семья. Итоговой целью работы в целом является как  разрешение уже возникших школьных трудностей, так и профилактика социальной дезадаптации в последующей жизни. 